# Андреевское сельское поселение (Темниковский район)
Андреевское се́льское поселе́ние — муниципальное образование в Темниковском районе Мордовии Российской Федерации.
Административный центр — деревня Андреевка.

## История
Образовано в 2005 году в границах сельсовета.
Законом от 19 мая 2020 года, в июне 2020 года были упразднены Митряловское сельское поселение и одноимённый ему сельсовет (населённые пункты включены в Андреевское сельское поселение и одноимённый ему сельсовет).

## Население
| 2002 | 2010 | 2012 | 2013 | 2014 | 2015 | 2016 |
| ---- | ---- | ---- | ---- | ---- | ---- | ---- |
| 792  | ↘689 | ↘673 | ↘650 | ↘627 | ↘598 | ↘584 |
| 2017 | 2018 | 2019 | 2020 | 2021 |      |      |
| ↘579 | ↘568 | ↘544 | ↘530 | ↗979 |      |      |

## Состав сельского поселения
| № | Населённый пункт  | Тип населённого пункта | Население |
| - | ----------------- | ---------------------- | --------- |
| 1 | Андреевка         | деревня                | ↘654      |
| 2 | Козловка          | деревня                | ↗35       |
| 3 | Митрялы           | село                   | ↘272      |
| 4 | Новое Авкиманово  | деревня                | ↘161      |
| 5 | Старое Авкиманово | деревня                | ↘27       |
| 6 | Торфоразработки   | посёлок                | ↘10       |
| 7 | Чумартово         | деревня                | ↘159      |